# 朱在鍲
柘城荣和王朱在鍲（16世纪—16世纪），明朝柘城昭定王朱朝埢庶长子，追封柘城王。
朱在鍲的祖父柘城端惠王朱勤烼在位期间的隆庆五年（1571年），朱在鍲获封柘城长孙。
万历二十年（1592年）朱朝埢去世时，朱在鍲已经去世。万历三十一年（1603年）五月，朱在鍲的庶长子朱肃濠受册袭封为柘城王。朱在鍲则被追封为柘城荣和王。